# Gerichtsamt Moritzburg
Das Gerichtsamt Moritzburg war in den Jahren zwischen 1856 und 1873 die unterste Verwaltungseinheit und nach der Abschaffung der Patrimonialgesetzgebung im Königreich Sachsen Eingangsgericht. Es hatte seinen Amtssitz in der Stadt Moritzburg.

## Geschichte
Nach dem Tod des sächsischen Königs Friedrich August II. wurde unter der Regierung von dessen Nachfolger  König Johann nach dem Vorbild anderer Staaten des Deutschen Bundes die Abschaffung der Patrimonialgesetzgebung verordnet. An die Stelle der bisher im Königreich Sachsen in Stadt und Land vorhandenen Gerichte der untersten Instanz traten die zentral gelegenen Bezirksgerichte und Gerichtsämter in nahezu allen größeren Städten. Die Details der Verwaltungsreform regelten das sächsische Gerichtsverfassungsgesetz vom 11. August 1855 und die Verordnung über die Bildung der Gerichtsbezirke vom 2. September 1856.
Stichtag für das Inkrafttreten der neuen Behördenstruktur im Königreich Sachsen war der 1. Oktober 1856. Aufgelöst wurde das Justizamt Moritzburg. Das neu gebildete Gerichtsamt Moritzburg unterstand dem Bezirksgericht Dresden. Sein Gerichtsbezirk umfasste Moritzburg, Bärnsdorf, Boxdorf mit Bahnwiese, Buchholz, Coswig mit Spitzgrund und Kreyern, die Weinbergsgemeinde Coswig, Cunnertswalde, Dippelsdorf, Eisenberg mit Auerhaus und neuem Anbau, Kötitz, Lindenau, Marsdorf, Rähnitz, Reichenberg, Steinbach, Volkersdorf, Wahnsdorf sowie die Kreyerner und Moritzburger Forstreviere.
Nach der Neustrukturierung der Gerichtsorganisation gemäß dem Gesetz über die Organisation der Behörden für die innere Verwaltung vom 21. April 1873 gingen die Verwaltungsbefugnisse der Gerichtsämter 1874 auf die umgestalteten bzw. neu gebildeten Amtshauptmannschaften über.
Die Verwaltungsaufgaben des Gerichtsamtes Moritzburg wurden im Zuge der Neustrukturierung der sächsischen Gerichtsorganisation gemäß dem Gesetz über die Organisation der Behörden für die innere Verwaltung vom 21. April 1873 in die im Jahre 1874 neugeschaffene Amtshauptmannschaft Dresden mit Sitz in der Stadt Dresden integriert.
Zum 31. Oktober 1873 wurde das Gerichtsamt Moritzburg aufgelöst und seine Aufgaben verschiedenen anderen Gerichtsämtern übertragen. Das Gerichtsamt Dresden erhielt die Gemeinden Boxdorf mit Bahnwiese, Buchholz, Eisenberg mit Auerhaus, Dippelsdorf, Lindenau, Moritzburg, Rähnitz, Reichenberg und Wahnsdorf, das Gerichtsamt Radeburg die Ortschaften Bärnsdorf, Cunnertswalde, Marsdorf, Neuer Anbau, Steinbach und das Moritzburger Forstrevier und das Gerichtsamt Meißen erhielt Coswig mit Spitzgrund und Kreyern, Neucoswig (Weinbergsgemeinde) und Kötitz.